# Mohamed Aziz Lahbabi
Mohamed Aziz Lahbabi (arabe : محمد عزيز لحبابي), né le 25 décembre 1922 à Fès et mort le 23 août 1993 à Rabat, est un philosophe, intellectuel, romancier et poète marocain, écrivant en arabe et en français. Ses travaux sont marqués par une perspective humaniste qui souligne l'importance du dialogue et de l'universel.
Il avait été, dès 1987, le premier écrivain arabe à être candidat pour le prix Nobel de littérature, avant l'Égyptien Neguib Mahfouz, qui a reçu par la suite cette distinction. Il a publié, en arabe et en français, de nombreuses œuvres philosophiques et littéraires (poésies et romans) traduites en plusieurs langues.
Parmi celles-ci figurent notamment « le Personnalisme réaliste », « le Personnalisme musulman », « Liberté ou libération », «Du clos à l'ouvert » et « le Monde de demain: le tiers-monde accuse ».

## Biographie
Petit-fils de Othmane Lahbabi, professeur d’exégèse coranique à l'université Al Quaraouiyine, et neveu de Muhammad Benlarbi Alaoui, théologien réformiste et résistant au colonialisme, Mohamed naît dans un milieu aisé qui lui délègue une éducation traditionnelle poussée. Après avoir décroché son baccalauréat au Maroc, Lahbabi a poursuivi ses études à la faculté des lettres de Paris et a obtenu, sous la direction de Pierre-Maxime Schuhl, un doctorat en philosophie pour sa dissertation, publiée par la suite en deux parties : De l'être à la personne (1954) et Liberté ou libération (1956). Il fut ensuite professeur de philosophie et doyen de la faculté des lettres à l'université Mohamed-V à Rabat. Il a aussi enseigné la philosophie à l'université d'Alger. Il a également fondé la revue Afaq (arabe : افاق) (en français Horizons). Puis il a été l'un des fondateurs de l'Union des écrivains arabophones du Maghreb. Lahbabi a été le premier écrivain arabe à poser sa candidature au Prix Nobel de littérature de 1987. Malgré la campagne intensive dont a fait l'objet sa candidature, Il n'a finalement pas reçu le prix Nobel qui est allé au poète russe Joseph Brodsky. L'année suivante, Naguib Mahfouz reçoit le Prix Nobel de littérature, devenant ainsi le premier écrivain arabe  à être récompensé de ce prix. Finalement, Mohamed Aziz Lahbabi décède le 23 août 1993 à Rabat des suites d'une longue maladie.

## Parcours philosophique et littéraire
Lahbabi a essayé de forger une philosophie fondée sur l'humanisme musulman, en utilisant une méthodologie personnaliste influencée par les écrits de Henri Bergson et d'Emmanuel Mounier. Guidé par le Coran et les écrits islamiques traditionnels, Lahbabi a analysé l'autonomie de la personne, la conscience personnelle, la responsabilité, le sens de l'individu, et la conscience. Il a en somme essayé de réconcilier la pensée humaniste occidentale avec la pensée arabo-islamique. De ce travail a émergé Du clos à l'ouvert (1961), une étude de la culture et de la civilisation, et Le Personnalisme Musulman (1964), une vue d'ensemble de la pensée islamique. En plus de nombreux essais sur des sujets littéraires et philosophiques, Lahbabi a publié un certain nombre de recueils de poésie et un roman, Espoir vagabond (1972), qui est paru en arabe et français. Ses travaux incluent également la série L'Économie marocaine : notions essentielles (1977), dont le premier volume était Les fondements de l'économie marocaine (1977), et le deuxième était Le monde de demain : le Tiers monde accuse (1980).

## Décorations et distinctions
- Membre de l'Académie du royaume du Maroc[4].

## Œuvre

### Essais
- Mufakkirû al-Islâm ou « Les penseurs de l'Islam » (1945)
- De l'être à la personne : essai de personnalisme réaliste (1954)
- Liberté ou libération ? à partir des libertés bergsoniennes (1956)
- Du clos à l'ouvert : vingt propos sur les cultures nationales et la civilisation humaine (1961)
- Le personnalisme musulman (1964)
- Ibn Khaldûn : présentation, choix de textes, bibliographie (1968)
- L'économie marocaine : notions essentielles (1977)
- Al-Mu'in. Dictionnaire de philosophie et des sciences humaines, français-anglais-arabe (1978)
- Le Monde de demain : le Tiers monde accuse (1980)
- Ibn Khaldoun : notre contemporain (1987)
- La crise des valeurs (1987)
- Prospective et demainisme (1988)
- Le peuple Arabe au combat. Alger 1949

### Romans
- Jîl al-Zamâ ou « La génération de la soif » (1967)
- Espoir vagabond : roman maghrébin (1972)
- Iksîr al-hayât ou « L'élixir de la vie » (1974). Roman de science-fiction.
- Le Passé enterré (1987)

### Recueil de nouvelles
- Morsure sur le fer (1979)

### Poésies
- Les Chants d'espérance (1952)
- Misères et lumières (1958)
- Douleurs rythmées (1974)
- Ivre d'innocence (1980)
- Ma voix à la recherche de sa voie (1980)
- Espérance malgré la mort (1988)
- Faces et préfaces (1991)
- Adil (1994)